# Андрей (Рымаренко)
Архиепископ Андре́й (в миру Адриа́н Адриа́нович Рымаре́нко; 15 (27) марта 1893, Ромны, Полтавская губерния — 12 июля 1978, Спринг-Вэлли, штат Нью-Йорк) — епископ Русской Православной Церкви заграницей, архиепископ Роклэндский, викарий Нью-Йоркской епархии.

## Семья и молодость
Родился в обедневшей украинской семье промышленника. Был учеником оптинских старцев, Анатолия Младшего (Потапова) и Нектария (Тихонова), после смерти которого в 1928 о. Адриан читал по нему отходную. С молодости увлекался творчеством Фёдора Достоевского.
Окончил Ромненское реальное училище, три года учился в Петроградском политехническом институте. Работал статистиком в Полтавской губернии.

### Служение в Ромнах
14 октября 1921 года рукоположён в сан диакона, 17 октября 1921 года — в сан иерея. Оба рукоположения совершил архиепископ Полтавский Парфений (Левицкий). Служил в храме Александра Невского в городе Ромны. Один из его прихожан, Дмитрий Владимирович Мышецкий, в эмиграции вспоминал:

Было это в 1921-м году на Украине, в Полтавской губернии. Время было трудное. Полный упадок духовной жизни. Многие доходили до отчаяния. В одном городе, расположенная в живописном месте, была Александро-Невская церковь, которая, как и все ещё оставшиеся открытыми церкви, обычно пустовала. Но вот в ней начал служить молодой священник… Служил он проникновенно, а проповеди его, в которых сразу же стал обнаруживаться талант выдающегося проповедника, зажигали сердца слушающих тем огнём, которым горел и сам проповедник. Церковь его стала наполняться народом. Среди этого народа всё больше и больше стали появляться монахи уже закрытых монастырей. Ни в какой другой церкви не могли они найти того аромата духовной жизни, того благоговения, ради которого они оставили мир.

### Киевский священник
После закрытия храма в Ромнах в 1926 году был выслан в Киев под надзор ГПУ. Не получил регистрации как священник, был вынужден служить тайно, нелегально жил у своих знакомых. В 1930 году был арестован, освобождён после тяжёлой болезни.
Смог легализоваться в 1934 году, получив 20 мая 1934 года назначение настоятелем Николаевской церкви на Аскольдовой могиле в Киеве.
С 8 мая 1935 года — настоятель Свято-Пантелеймоновской церкви на Куренёвке.
Однако вскоре снова перешёл на нелегальное положение, служил тайно. Организовал в Киеве тайный домашний храм, постоянно подвергался угрозе ареста, скрывался в квартирах своих духовных чад.
Позднее вспоминал о том, как во время массовых ночных арестов, проводившихся органами НКВД в Киеве, скрывался в доме профессора-протестанта, женатого на православной. Не желая подвергать риску семью профессора, выходил ночью во двор дома: «Встанешь, возьмёшься за дерево и так всю ночь простоишь».
После того, как в сентябре 1941 года Киев был занят немецкими войсками, о. Адриан возобновил открытое служение, стал духовником возрождающегося Покровского женского монастыря, одновременно занимался помощью нуждающимся, создал дом для престарелых и увечных, больницу. Стал организатором православной общины, состоявшей из его прихожан. В этот период его духовным отцом был схиархиепископ Антоний (Абашидзе), считавшийся прозорливым старцем и скончавшийся в 1942 году.
В 1943 году о. Адриан был духовником киевского духовенства, товарищем председателя Епархиального общества помощи лицам духовного звания и преподавателем Киевской духовной семинарии.

### Служение в Германии
Осенью 1943 года, перед занятием Киева советскими войсками, вместе с некоторыми членами своей общины (среди которых, в частности, был Олег Концевич, позднее ставший епископом Нектарием) выехал на Запад. Позднее говорил, что многие православные люди в это время бежали в Германию не из страха перед расстрелом или коммунистическим режимом, а для того, чтобы не потерять уже раз найденный путь христианской жизни, чтобы освободить свой дух, чтобы продолжать жить по-христиански и строить христианский быт.
С 17 ноября 1943 году исполнял обязанности настоятеля кафедрального Воскресенского собора Берлина, с 8 марта 1944 года — настоятель этого собора в сане протопресвитера. Был духовным пастырем для самых разных категорий верующих: для «старых эмигрантов», военнопленных, угнанных в Германию «восточных рабочих», бежавших от Красной армии противников большевизма и лиц, сотрудничавших с оккупационной администрацией. Во время настоятельства о. Адриана службы стали ежедневными (утром и вечером), настоятель не прекращал богослужений во время бомбардировок Берлина союзной авиацией. В соборе была открыта приходская столовая, в которой кормили живших в Берлине русских людей, многие из которых потеряли всё своё имущество и голодали. По воспоминаниям современников, собор превратился в круглосуточный пункт оказания помощи и участия.
В 1945 году переехал в Южную Германию, служил в храме под Штутгартом, в Вендлингене. Помог многим избежать депортации в СССР.

### Основатель Ново-Дивеевского монастыря
В 1949 году вместе со своей церковной общиной переехал в США. Основал Ново-Дивеевский Успенский женский монастырь в Спринг-Вэлли (штат Нью-Йорк), на территории, выкупленной у католической церкви (ранее там находился католический женский монастырь). Во времена расцвета обители там жило около 50 монахинь (многие из них принадлежали ко «второй волне» русской эмиграции), к XXI веку число сестёр уменьшилось до десятка. В Ново-Дивеевской обители особо почитается память преподобного Серафима Саровского. В монастыре были построены домовая церковь в честь Успения Божией Матери и храм преподобного Серафима. При обители создано большое православное кладбище.
Среди особо почитаемых реликвий монастыря
- Владимирский образ Божией Матери из Оптиной пустыни — дар последних старцев Киеву;
- образ-портрет преподобного Серафима, писанный при его жизни;
- крест из Ипатьевского дома в Екатеринбурге, где была убита семья последнего русского царя Николая II;
- два образа Спасителя, принадлежавшие Николаю II и находившиеся с царской семьёй в Тобольске и Екатеринбурге.

### Архиерей
В феврале 1968 года, после того как скончалась его жена Евгения Григорьевна, принял монашество с именем Андрей.
2 марта 1968 года хиротонисан во епископа Роклэндского, викария Нью-Йоркской епархии.
В 1973 году, в день своего 80-летия, возведён в сан архиепископа.
22 июля 1975 года владыку Андрея посетил Александр Солженицын и провёл в беседе с ним более часа; годом позже — Мстислав Ростропович с Галиной Вишневской.
До последних дней архиепископ Андрей продолжал руководить духовной жизнью Ново-Дивеевского монастыря, вникал, насколько позволяло здоровье, во все мелочи монашеской и хозяйственной жизни.
Скончался 12 июля 1978 года после тяжёлой и продолжительной болезни. Похоронен в Ново-Дивееве, Нануэт (пригород Нью-Йорка).

## Взгляды
Считал главной опасностью для православной жизни своего времени «гуманизм», определяемый им как интеллектуальное и политическое движение, которое стремится уничтожить христианство и заменить его земным, рационалистическим мировоззрением, где человек по существу становится сам себе богом. Проявлениями такого «гуманизма» можно считать и европейское Возрождение, и французскую и российскую революции, его успехи связаны в значительное степени с невниманием и невежеством в духовной жизни. Утверждал, что защитой от него служит сознательное православное мировоззрение.

## Публикации
- Доклад Преосвященного Епископа Андрея Архиерейскому Собору // Православная Русь. 1971. — № 21. — С. 4-5
- Единое на потребу. — Forestville (Calif.): Свято-Ильинское издание, 1977. — 135 с.
- Православие, большевизм и наша эмиграция // «Русское Возрождение». — 1986. — № 34. — С. 34-52